# Petaurus biacensis
Petaurus biacensis е вид бозайник от семейство Petauridae.

## Разпространение
Видът е разпространен в Индонезия.